# Vänersborgs IF
Vänersborgs IF är en fotbollsklubb från Vänersborg, tillhörande Västergötlands Fotbollförbund. Klubben grundades 1906, för 119 år sedan. Under 1940-talet blev klubben den första klubben från Västergötland att nå hög nivå nationellt i bandy, men har sedan dess lämnat sporten. Deras hemmaarena är Vänersvallen, med en kapacitet för 500 sittande alternativt 800 stående.  
Klubbens herrlag spelar för tillfället i Division 1 Södra. Herrlagets tränare, Andy Kilner, blev utsedd till “Årets Tränare” 2021 i division 1.
Klubbens damlag spelade säsongen 2021 i division 3 och då de vann uppflyttningskvalet kommer de säsongen 2022 spela i division 2.

## Spelartrupp
| Nummer      | Land      | Spelare            | Födelsedatum      | Kom från                    | Moderklubb         |           |
| Målvakter   | Målvakter | Målvakter          | Målvakter         | Målvakter                   | Målvakter          | Målvakter |
| ----------- | --------- | ------------------ | ----------------- | --------------------------- | ------------------ | --------- |
| 1           | Sverige   | Ali Hasan          | 9 april 1996      | Vänersborgs FK              | IFK Trollhättan    |           |
| 27          | Georgien  | Besarion Kodalaev  | 21 februari 1982  | FC Trollhättan              | Dinamo Tbilisi     |           |
| Försvarare  |           |                    |                   |                             |                    |           |
| 2           | USA       | Alex Mapp          | 6 maj 1998        | Coastal Carolina University | USA                |           |
| 5           | Sverige   | Milos Andelkovic   | 12 mars 2000      | Assyriska BK                | IFK Göteborg       |           |
| 14          | Spanien   | Pol Hernández      | 24 februari 1999  | Xavier Musketeers           | CE Mataró          |           |
| 15          | Irland    | Declan Watters     | 1 mars 1999       | Drake University            | Shamrock Rovers    |           |
| 19          | Sverige   | William Snällström | 19 maj 2003       | Trollhättans FK             | Skoftebyns IF      |           |
| 21          | Sverige   | Filip Sterner      | 24 maj 2005       | Vänersborgs IF U            | Vänersborgs IF     |           |
| 26          | Sverige   | Ali Al-Habobi      | 9 april 1993      | Vänersborgs FK              | IFK Trollhättan    |           |
| Mittfältare |           |                    |                   |                             |                    |           |
| 6           | Sverige   | Alexander Karlsson | 21 augusti 1995   | Vänersborgs FK              | Trollhättans FK    |           |
| 8           | Sverige   | Sandigi Jobe       | 30 juli 1998      | Qviding FIF                 | Qviding FIF        |           |
| 10          | Sverige   | Kim Dickson        | 19 november 2001  | Assyriska BK                | Lärje/Angered IF   |           |
| 11          | Sverige   | Oskar Jansson      | 6 februari 2000   | Växjö Norra IF              | Hällefors AIF      |           |
| 12          | Sverige   | Eskil Thor         | 14 november 1996  | Yxhults IK                  | Fjugesta IF        |           |
| 13          | Sverige   | Eric Kjellsson     | 29 september 2005 | Vänersborgs IF U            | Vänersborgs IF     |           |
| 16          | Sverige   | Viktor Nilsen      | 1 februari 2003   | GAIS                        | Annebergs IF       |           |
| 17          | Sverige   | Youssef Fayad      | 14 maj 2001       | GAIS                        | Västra Frölunda IF |           |
| 24          | Sverige   | Wilmer Hagemann    | 5 februari 2005   | Vänersborgs IF U            | Vänersborgs IF     |           |
| 25          | Sverige   | Elias Karlsson     | 10 augusti 2006   | Vänersborgs IF U            | Vänersborgs IF     |           |
| -           | Sverige   | David Björnsson    | 25 oktober 2002   | CE Júpiter                  | Kungshamns IF      |           |
| Anfallare   |           |                    |                   |                             |                    |           |
| 7           | Sverige   | Ylli Podrimcaku    | 12 augusti 1998   | Qviding FIF                 | Kalmar FF          |           |
| 9           | Sverige   | Isaac Shears       | 9 juni 2000       | IK Zenith                   | IK Zenith          |           |
| 18          | Sverige   | Valon Gashi        | 4 september 1989  | Brålanda IF                 | Mellerud IF        |           |
| 22          | Sverige   | Yahye Abdi         | 15 september 2006 | Vänersborgs IF U            | Vänersborgs IF     |           |
| 23          | Sverige   | Julius Thulin      | 13 september 2005 | Vänersborgs IF U            | Wargöns IK         |           |